# L'Amour menaçant
L'Amour menaçant (De dreigende Liefde) is een marmeren sculptuur uit 1757 van Étienne-Maurice Falconet en een belangrijk voorbeeld van de Franse beeldhouwkunst tijdens de rococo. Het werk bevindt zich sinds 1963 in het Rijksmuseum in Amsterdam.

## Herkomst
De Franse beeldhouwer Étienne-Maurice Falconet toonde op de Parijse salon in 1755 zijn gipsen ontwerp van een zittende Amor. In opdracht van madame de Pompadour, maîtresse van koning Lodewijk XV, werkte hij het in marmer uit. Hij toonde het resultaat op de salon in 1757. Het kreeg een plaats in het paleis Bellevue. Na het overlijden van madame de Pompadour was het beeld in handen van diverse particulieren. Eind achttiende eeuw belandde het in Sint-Petersburg en in 1870 kwam het in de collectie van de Hermitage terecht. In 1933 werd het gekocht door Fritz Mannheimer, bankier en kunstverzamelaar in Amsterdam. Na de Tweede Wereldoorlog verviel diens collectie aan de Nederlandse staat. L'Amour menaçant kreeg een plek in het Mauritshuis in Den Haag en werd in 1963 in bruikleen gegeven aan het Rijksmuseum.

## Beschrijving
Falconet maakte zijn 87 cm hoge Amor van marmer uit Carrara. De naakte jongen zit met opgetrokken beentjes en zijn vleugels gespreid. Rechts van zijn voeten ligt een bloeiende rozentak. Amor heeft zijn hoofd licht gebogen, hij glimlacht en houdt zijn rechterwijsvinger voor zijn mond. Met zijn linkerhand grijpt hij naar een pijl in de koker die naast hem ligt. De koker is versierd en vermeldt op de riem "E. Falconet 1757".
De sokkel is een korte zuil die wordt bekroond door een overstekende ronde dekplaat. De dekplaat kan worden gedraaid met behulp van twee koperen grepen. Hierdoor kan het beeld met het licht meedraaien. De zuil heeft een basement met een geprofileerde rand van laurierbladeren, waarboven in reliëf gebogen cannelures met culots zijn aangebracht. Daarboven loopt rondom een tweede geprofileerde lijst, waarna een glad deel met inscriptie volgt die wordt besloten met een eierlijst onder de dekplaat.
De Franse inscriptie is ontleend aan Voltaire en luidt vertaald: 

Wie je ook bent, hier is je Meester.
Hij is het, hij was het, of hij zou het moeten zijn

## Amor
Amor of Cupido (bij de Grieken: Eros) was in de Romeinse mythologie de zoon van Venus, de godin van de liefde, en haar hulpje op aarde. Met zijn boog schiet hij pijlen in de harten van mensen en goden om deze verliefd te laten worden.

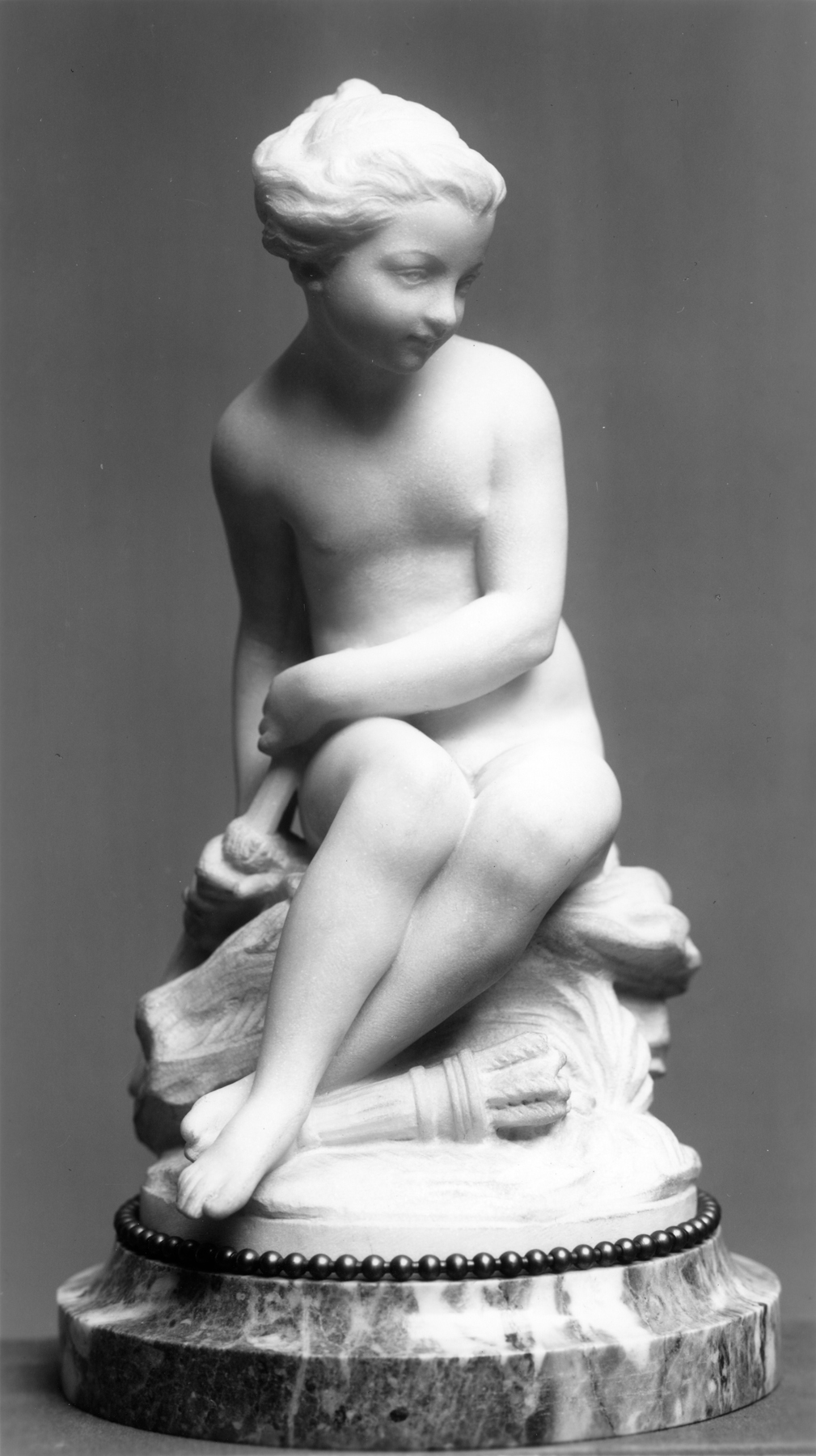
De Amor van Falconet heeft geen boog. In 1761 maakte de beeldhouwer een pendant van Amors geliefde Psyche, die een boog verbergt.

Waar Amor in de regel als een putto, een mollig jongetje met vleugels, wordt weergegeven, koos Falconet voor een haast levensechte kleuter. Zijn Amor heeft in tegenstelling tot de gebruikelijke iconografie geen boog. Wat bij dit beeldje opvalt is de vinger op de lippen van de jongen, een mijmerend gebaar dat ook symbool staat voor zwijgen. De zittende Amor kreeg al in de 18e eeuw verschillende bijnamen toebedeeld, het werd onder andere L'Amour silencieux (De zwijgende Liefde) of Silence (zwijgzaamheid) genoemd, maar de naam L'Amour menaçant (De dreigende Liefde) is blijven hangen. Amor kijkt de toeschouwer schalks aan en maakt hem als het ware medeplichtig aan zijn geheime plannen; terwijl Amors hand naar de pijlen reikt, wordt de toeschouwer tot zwijgen gemaand. Wellicht is de kijker zelf een volgend doelwit.
Inspiratiebron
Het beeldje vormde een inspiratiebron voor schilderijen en gravures van diverse kunstenaars. Amor werd daarbij onder andere verbeeld als een stille toeschouwer in liefdesscènes, zoals bij De schommel van Jean-Honoré Fragonard, of als een bondgenoot bij de vrouwen van Alexander Roslin en Auguste Cabuzel. Het beeldje figureert ook op een Franse postzegel uit 1950 (met gravure van Jules Piel) en een Nederlandse postzegel uit 2000, ter gelegenheid van het 200-jarig bestaan van het Rijksmuseum.

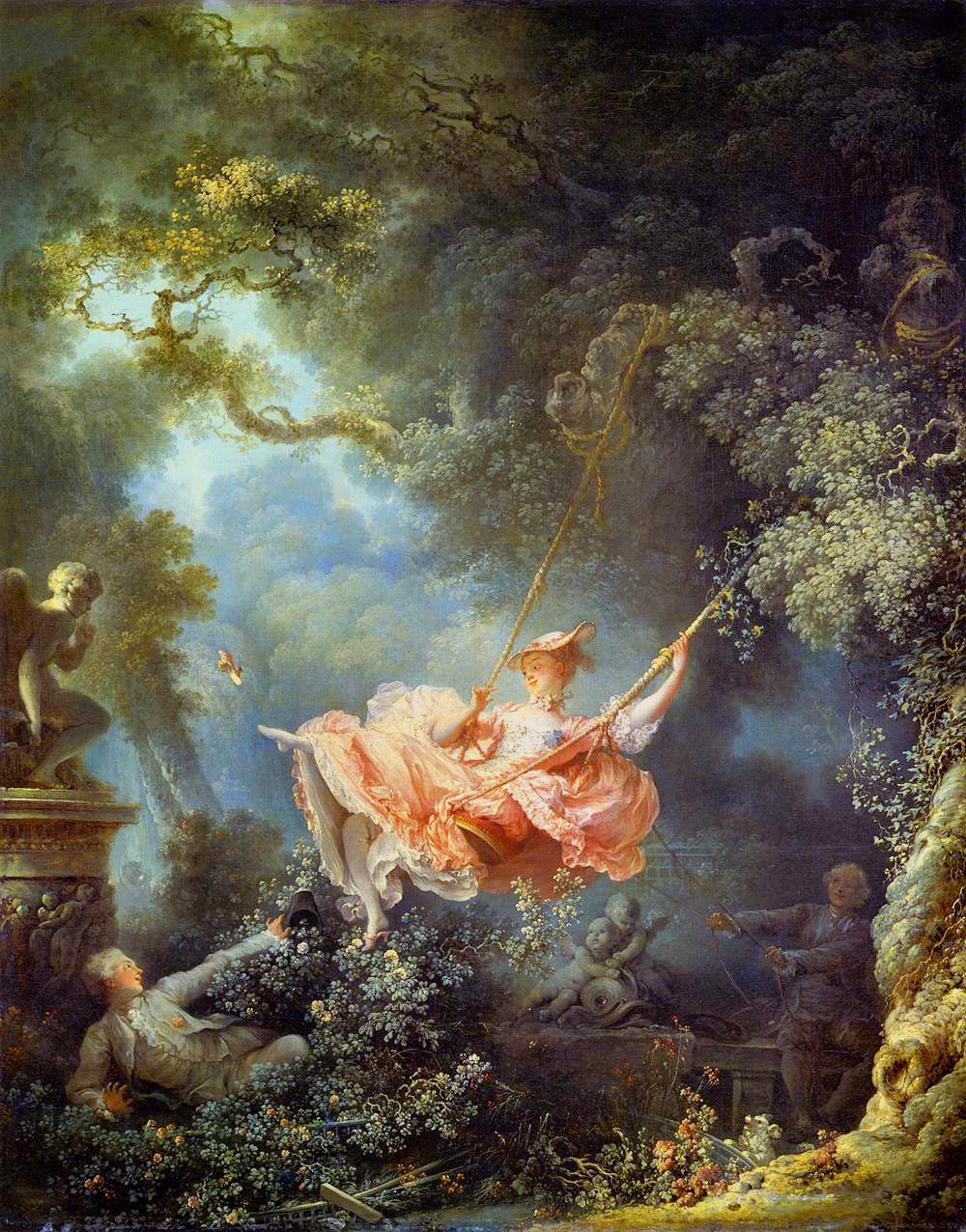
De schommel (ca. 1767, Fragonard)
Jonge vrouw versiert Amor (1783, Roslin)
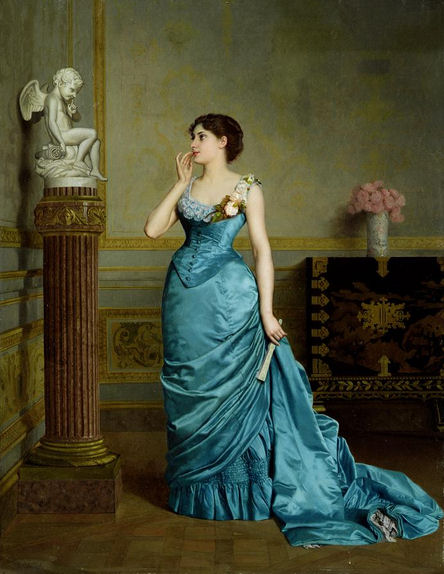
De medeplichtige (ca. 1880, Cabuzel)

## Replica's
Falconet was, voor zover bekend, betrokken bij vijf marmeren replica's van het beeld. Voor madame de Pompadour maakte hij een replica voor de tuin van het Hôtel d'Évreux, die later werd opgenomen in de collectie van het Louvre in Parijs. Ook de Hermitage in Sint-Petersburg en het Poesjkinmuseum in Moskou bezitten een exemplaar. De laatste werd in 1769 aangeschaft door Catharina II van Rusland en stond aanvankelijk in de wintertuin van de Hermitage. Toen Falconet tijdens zijn verblijf in Rusland zag dat het beeld onder de vogelpoep zat, liet hij de tsarina weten dat dat niet bevorderlijk was voor de conditie van het marmer. Van twee replica's is de huidige verblijfplaats onbekend.
Kleinere exemplaren werden vervaardigd in biscuit bij de manufacture nationale de Sèvres, waar Falconet in 1757 directeur van de beeldhouwafdeling was geworden.

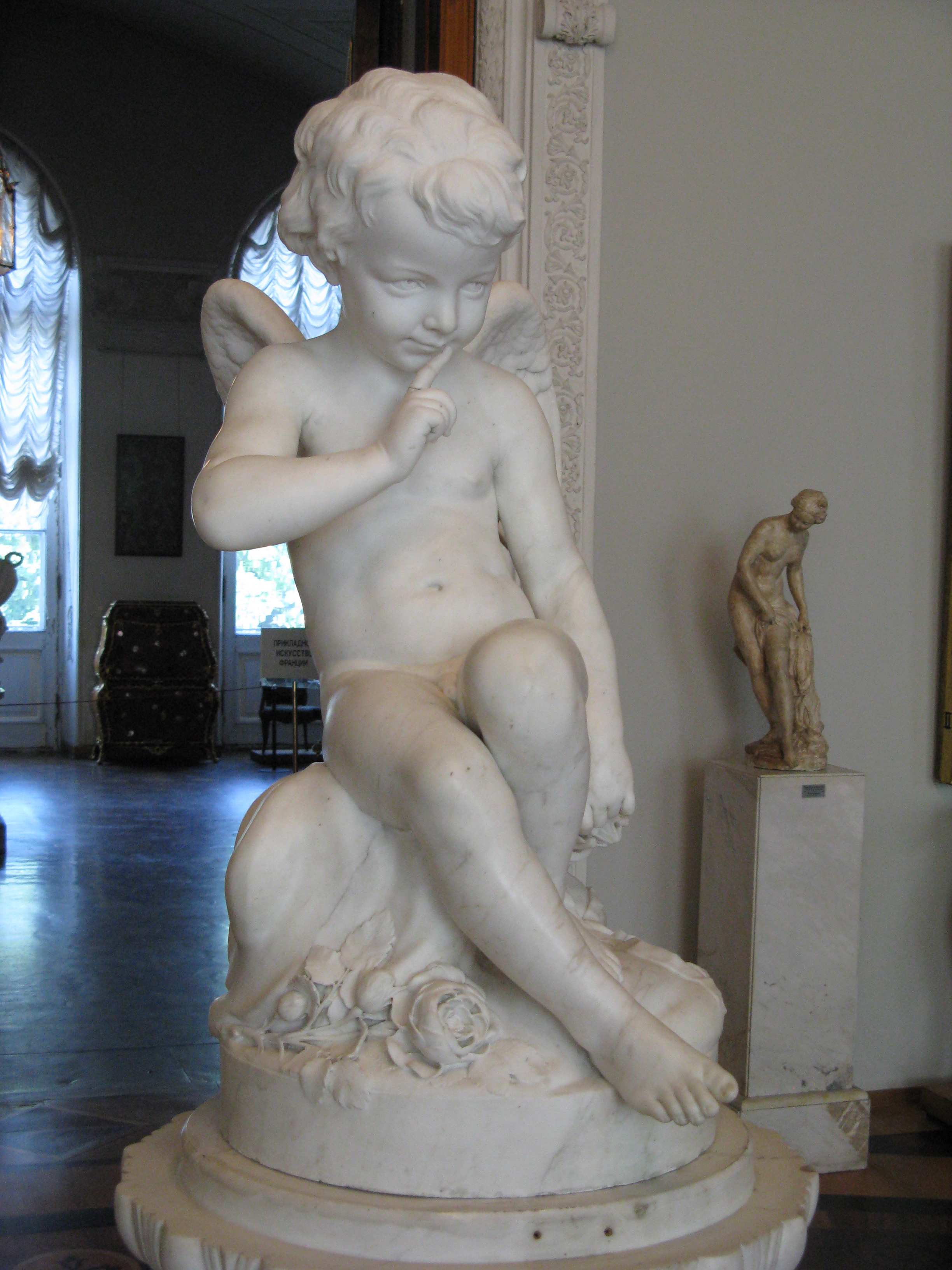
L'Amour menaçant, Hermitage
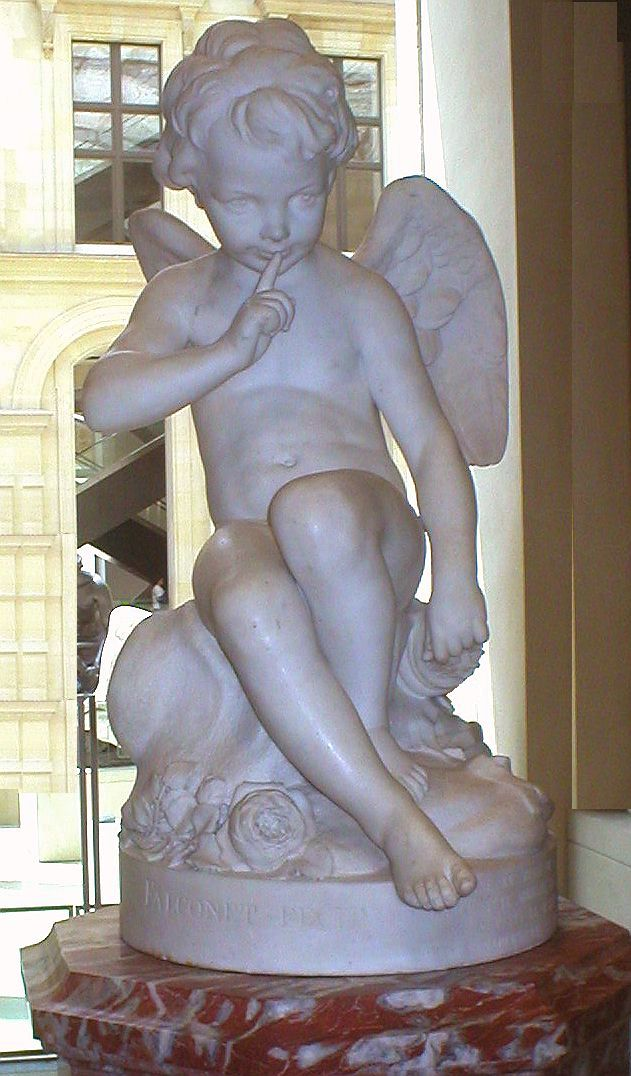
L'Amour menaçant, Louvre